# Podnośnik koszowy

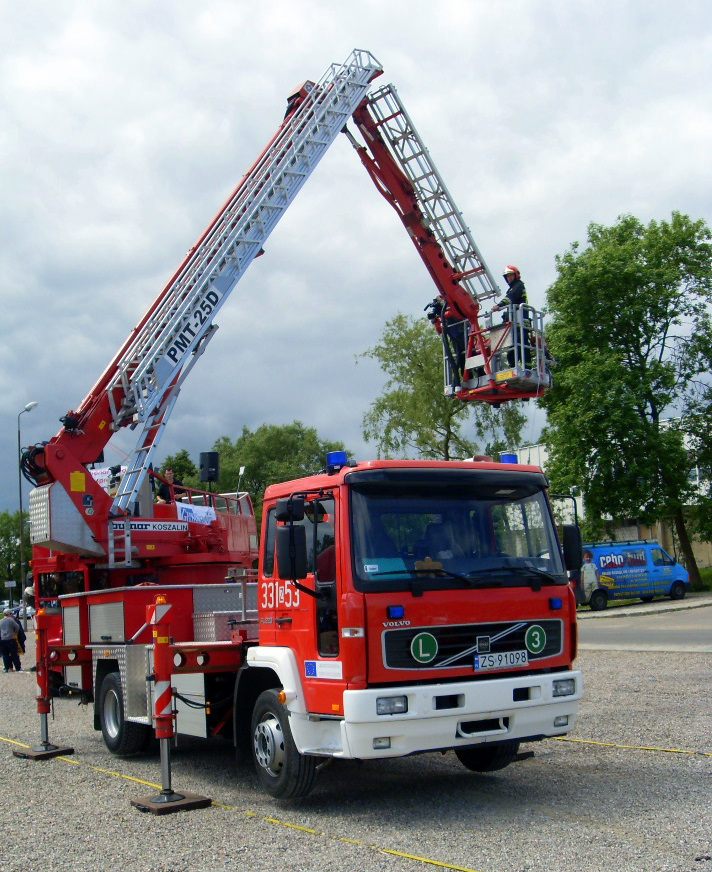
Volvo FL 6.220 w wersji strażackiej w Koszalinie w 2011 roku. Widoczny podnośnik koszowy.

Podnośnik koszowy – rodzaj podestu ruchomego w postaci atestowanej przez UDT platformy lub kosza przeznaczonego konstrukcyjnie do podnoszenia ludzi zamocowanego na końcu hydraulicznego ramienia urządzenia dźwignicowego. Używany w sadownictwie, do czyszczenia okien, malowania budynków, na budowie, a także przez straż pożarną w akcjach ratunkowych. Można wyróżnić podnośniki koszowe o napędzie elektrycznym oraz spalinowym.

## Podział
Podnośniki koszowe względu na sposób podnoszenia dzieli się na:
- podnośniki nożycowe,
- podnośniki przegubowe,
- podnośniki teleskopowe.

Podnośniki koszowe względu na sposób poruszania się dzieli się na:
- samojezdne – podnośniki koszowe z własnym napędem elektrycznym lub spalinowym,
- holowane,
- na samochodach – zamontowane na podwoziach lub przyczepach.